# Ustilaginomycotina
Sous-division
Les Ustilaginomycotina sont une sous-division de champignons basidiomycètes.

## Systématique

### Classification Phylogénétique
Classification revue en 2007 de la sous-division des Ustilagomycotina,
- Ustilaginomycotina
  - Ustilaginomycetes
    - Urocystales
    - Ustilaginales

  - Malasseziales
  - Exobasidiomycetes
    - Doassansiales
    - Entylomatales
    - Exobasidiales
    - Georgefischeriales
    - Microstomatales
    - Tilletiales

### Classification linnéenne
- classe Ustilaginomycetes
  - ordres Urocystales, Ustilaginales
- classe Exobasidiomycetes
  - ordres Doassansiales, Entylomatales, Exobasidiales, Georgefischeriales, Microstromatales, Tilletiales
- taxon incertae sedis :
  - ordre Malasseziales